# 小资产阶级社会主义
小资产阶级社会主义是一个政治术语。
小资产阶级社会主义产生于19世纪上半叶，主要代表人物有瑞士的让·夏尔·莱昂纳尔·德·西斯蒙第、法国的皮埃尔-约瑟夫·蒲鲁东和路易·勃朗等。德国的真正的社会主义、拉萨尔主义和杜林主义也属于小资产阶级社会主义的范畴。他们要求保存小私有制度，认为只要把社会改造成各种小生产组织，把劳动者变为小私有者，就能把资本主义社会变为社会主义社会。也有人认为中国共产党在早期的革命也是一类“小资产阶级社会主义革命”。